# KAITO
Kaito (яп. カイト) (офіційно стилізований як KAITO) — це голосовий синтезатор (вокалоїд), розроблений корпорацією Yamaha для движка VOCALOID1 і поширений компанією Crypton Future Media. Він виступав на живих концертах на сцені як анімована проекція разом з іншими персонажами Crypton Voice Synth (наприклад, Хацуне Міку). Ще під час «Project Daisy» — попередника VOCALOID, початковим кодовим ім'ям KAITO було «TARO». Він був одним із чотирьох відомих оригінальних вокалоїдів для цього проєкту. Його озвучив японський співак Наото Фуга. Також він був п'ятим і останнім вокалоїдом, випущеним для оригінального програмного забезпечення VOCALOID, і другим вокалоїдом, випущеним японською мовою.
Назву для вокалоїда компанія запропонувала вибрати публіці. Серед претендентів було обрано ім'я «KAITO», яке підказав продюсер Vocaloid Shu-tP. Одна з причин, чому зупинилися саме на «KAITO», полягала в тому, що його було легко вимовити людям, які не розмовляють японською мовою, і воно виглядало доречним з ім'ям MEIKO, коли їх поставили одне біля одного.
У всіх випусках KAITO продається як аналог MEIKO.

## Історія створення
KAITO був розроблений Yamaha та розповсюджений Crypton Future Media. Його голос був створений шляхом зміни висоти та тону вокальних семплів від Наото Фуга — донора голосу.

### Додаткове програмне забезпечення
Оновлення Vocaloid 2 для KAITO перебувало в розробці, але було скасовано через те, що воно не встигло вийти з експлуатації VOCALOID2. Бета-версія вокалоїду використовувалася в Hatsune Miku and Future Stars: Project Mirai. Прикладом використання невиданого вокалу KAITO VOCALOID2 Append також є пісня «On the rocks». У пісні використовується ще й неопублікований вокал MEIKO Append. Цей голос звучить помітно м'якше та природніше порівняно з оригінальним вокалом KAITO.
15 лютого 2013 року була випущена нова версія KAITO під назвою KAITO V3 для VOCALOID3, яка містить чотири різні вокали для KAITO:
- «Straight» (Натуральний): вокал, розроблений для збереження тону оригінального вокалу KAITO, але набагато вищої якості, щоб відповідати стандартам VOCALOID3 на той час. Під час розробки цей вокал був відомий як «Нормальний».
- «Soft» (М'який): вокал, призначений для надання більш м'якого тону тексту пісні. Самі Crypton вважали цей вокал найприроднішим вокалом KAITO.
- «Whisper» (Шепіт): вокал із ніжним, м'яким шепотом, який підходить для більш спокійних пісень. Порівняно з іншим вокалом у пакеті KAITO V3, «Шепіт» краще обробляє повільні пісні.
- Англійська: вокал, призначений для того, щоб KAITO міг співати англійською. Цей вокал дозволяє досягти кращих результатів англійської мови, ніж те, що можна було б досягти, використовуючи його японський вокал для тієї ж мети (звичайна практика серед користувачів Voice Synth).[5]

П'ятий вокал, «Light» (Легкий), був згаданий співробітником Crypton і провідним розробником Ватару Сасакі (відповідальним за створення програмного забезпечення Hatsune Miku) як один із трьох експериментальних голосів, з довжинами хвиль яких він «грав» у той час, і висловив бажання випустити його колись у майбутньому. Однак станом на 2023 рік вокал залишається неопублікованим і про нього мало що відомо.
Після імпорту у движок, три японських вокалоїди можуть отримати доступ до функції Cross-Synthesis (XSY) у Vocaloid 4.
Відомо, що розглядалося оновлення KAITO до VOCALOID4, однак, деталі щодо цього залишаються неясними. Зрештою, оновлення так і не відбулося до моменту виходу на пенсію VOCALOID4 після випуску VOCALOID5 у 2018 році. У 2019 році, під час Hatsune Miku Magical Mirai 2019, Crypton оголосили про вихід з VOCALOID, щоб зосередитися на розробці власного механізму синтезу голосу Piapro Studio NT. Попри це, Crypton заявив, що випуски VOCALOID продовжуватимуть продаватися паралельно з майбутніми випусками Piapro Studio NT.

## Маркетинг
Після першого випуску у 2006 році KAITO вважали «комерційним провалом». У той час VOCALOID рекламувався переважно в журналах для настільних музикантів, а спільнота DTM на той час складалася з 80 % чоловіків. Генеральний директор Crypton припустив, що мало хто в спільноті захоче купити чоловічий голос. Після випуску KAITO, його продажі становили лише 500 одиниць за перший рік, протягом якого вони мали б бути понад 1000 одиниць, щоб вокалоїд вважався комерційно «успішним». Для порівняння, MEIKO була сприйнята більш позитивно, бо користувачі придбали понад 3000 її одиниць. Після цього в січні 2008 року було продано ще 100 одиниць, і ця сума почала швидко зростати. До 18 червня 2008 року купили ще 1000 одиниць KAITO, що вдвічі більше, ніж його початкові продажі. Це шокувало розробників VOCALOID з Crypton Future Media, які були здивовані раптовим інтересом до старішого програмного забезпечення VOCALOID.
На піку своїх продажів він був єдиним із двох вокалоїдів движка VOCALOID, який постійно займав місце серед десяти найкращих продуктів Crypton. У 2010 році KAITO зайняв сьоме місце серед найпопулярніших продуктів VOCALOID, які вони продали. У деяких випадках після його повторного відкриття VOCALOID KAITO був навіть більш популярним, ніж рушій VOCALOID2 Appends для Міку та Рін і Лен Кагаміне.
На відміну від KAITO, KAITO V3 був дуже добре сприйнятий після випуску. У квітні 2013 року Crypton оновив свою сторінку продажу музичного програмного забезпечення, і дані показали, що KAITO V3 був найбільш продаваним продуктом у березні того ж року. Він зумів перевершити MEIKO V3 за продажами і в серпні 2014 року був на третьому місці, а вона залишилася на шостому; перше і друге місце зайняли Hatsune Miku V3 і Hatsune Miku V3 Complete відповідно. 
Спочатку KAITO був найменш популярним порівняно з MEIKO. Пізніше це змінилося і наразі KAITO займає однаковий рівень популярності разом із MEIKO, однак, вона зараз є найменш популярним продуктом Voice Synth, який пропонує Crypton. 

## Характеристики
Зображення на промо оригінального набору KAITO не мало бути персоніфікацією, як у випадку з пізнішими продуктами VOCALOID. Починаючи з VOCALOID3, персонаж на промо був прийнятий як офіційна персоніфікація KAITO. Для свого оновлення V3, дизайн KAITO був перероблений iXima, ілюстратором з Осаки, Японія. Цей редизайн зберіг ключові елементи його оригінального концепт-арту, але модернізував загальний вигляд KAITO.
Основним кольором дизайну KAITO є синій, а характерні риси його дизайну — це коротке синє волосся та кашне (шарф). Відповідно до синьої тематики, нігті KAITO також пофарбовані в блакитний колір. Нафарбовані нігті вважаються основною рисою Crypton's Piapro Characters. Нігті Hatsune Miku пофарбовані в блакитний колір, Kagamine Rin & Len — в жовтий, Megurine Luka — в блакитний, а MEIKO — в червоний колір.
| Ім'я               | КАЙТО |
| Реліз              | 14 лютого 2006 (Yamaha) 17 лютого 2006 (Crypton Future Media) 15 лютого 2013 р. (V3)                                                                 |
| Жанри              | Фолк, поп, рок, софт-рок, ембієнт, балади, джаз, соул, кросовер, денс, електроніка                                                                   |
| Темп               | 90-200 ударів на хвилину (V3 Straight), 80-180 ударів на хвилину (V3 Soft), 65-150 ударів на хвилину (V3 Whisper), 70-190 ударів на хвилину (V3 ENG) |
| Вокальний діапазон | B1-C3 (V3 Straight), D2-B2 (V3 Soft), F2-D3 (V3 Whisper), B1-B2 (V3 ENG)                                                                             |

## Рекомендована музика
Пісня "シャンティ (яп. SHANTI) " від wotaku є однією з найпопулярніших пісень KAITO та має найбільшу кількість переглядів на сьогодні — 10 мільйонів на офіційному кліпі на YouTube. Це також найвідоміша пісня Вотаку.